# Eurosong 2007 (Tschechien)
Der Eurosong 2007 war die tschechische Vorentscheidung für den Eurovision Song Contest 2007, der in Helsinki (Finnland) stattfand.

## Teilnehmer
| Platz | Startnr. | Interpret     | Lied Musik (M) und Text (T) | Sprache     | Zuschauerstimmen (SMS) |
| ----- | -------- | ------------- | --------------------------- | ----------- | ---------------------- |
| 1.    | 10       | Kabát         | Mála damá M/T: Kabát        | Tschechisch | 28.343                 |
| 2.    | 05       | Gipsy.cz      | Muloland                    | Tschechisch | 25.257                 |
| 3.    | 09       | Sámer Issa    | When I am with her          | Englisch    | 16.233                 |
| 4.    | 02       | L.B.P         | Story of life               | Englisch    | 15.907                 |
| 5.    | 07       | Helena Zeťová | Love me again               | Englisch    | 12.538                 |
| –     | 01       | Vlasta Horvát | Adios                       | Tschechisch | –                      |
| –     | 03       | Petr Kolář    | Přísahám                    | Tschechisch | –                      |
| –     | 04       | Lili Marlene  | Žena ze stínadel            | Tschechisch | –                      |
| –     | 07       | Petr Bende    | Zaklínám své moře           | Tschechisch | –                      |

Helena Vondráčkovás Lied Samba wurde im Vorfeld des Vorentscheides disqualifiziert. 

## Beim ESC
Kabát erreichten in Helsinki nur den letzten Platz im Halbfinale, mit nur einem Punkt aus Estland.